# Iglesia de la Natividad de la Virgen (Lecce)
La iglesia de la Natividad de la Virgen, comúnmente conocida con el título de Santa Maria della Nova, en honor de la Virgen venerada en Novoli, es una iglesia en el centro histórico de Lecce, en via Idomeneo. Es una rectoría perteneciente a la parroquia de Maria Santissima Assunta en el Duomo.

## Historia
La iglesia se levanta sobre el solar de un edificio del siglo XV del que se aprecia una orla de pequeños arcos trebolados en un muro perimetral. Es cierto que, siguiendo el legado del ciudadano de Lecce Nuzzo Cacudi, en 1470 se construyó el monasterio dominico con la iglesia contigua. En el siglo XVIII el edificio se encontraba en ruinas y para repararlo se realizaron unas pequeñas restauraciones en 1712 y 1753. Sin embargo, veinticinco años después, las monjas dominicas decidieron reconstruirlo. Las obras se llevaron a cabo entre 1779 y 1782 según un diseño del ingeniero napolitano Carlo Salerni. Fue consagrada el 14 de octubre de 1783 por el arzobispo metropolitano de Otranto Giulio Pignatelli, como lo recuerda la inscripción en latín a los lados del ábside.

## Descripción

### Exterior
La fachada tiene forma poligonal y está dividida en dos órdenes por un marco dentado que descansa sobre cuatro pilastras corintias, rematadas por pináculos en forma de jarrones llameantes y conectados entre sí por cuatro festones. En el segundo nivel hay una gran ventana, enmarcada en la parte superior por un adorno con una concha en el centro. Termina con un tímpano roto.

### Interior
El interior es de planta elíptica con un único salón con ábside. El techo, cubierto por una bóveda de aquilla, es rico en estuco. Hay cinco altares colocados en nichos cortos adornados con falsas lacunares. Los respectivos lienzos de Oronzo Tiso, colocados en cada altar, representan a San Nicolás, la Virgen con el Niño y Santo Domingo, la Addolorata, San José con el Niño y la Natividad de la Virgen.